# るつぼ (中村中のアルバム)
『るつぼ』は、中村中の8枚目のオリジナル・アルバム。2018年12月5日発売。

## 内容
中村中の3年振りの新作。今作は、格差社会の中でもがく人、現実世界の息苦しさから、ゲームの世界に居場所を求める人、インターネットに縛られている人など、現代の『おかしなこと』をテーマに10曲を書き下ろししている。
DVD付初回限定盤と通常盤の2種で発売。DVDには「箱庭」「るつぼ-ダイジェスト」を収録。

## 収録曲

### Disc 1 / CD
| 全作詞・作曲・編曲: 中村中。 |                      |        |            |      |
| #                            | タイトル             | 作詞   | 作曲・編曲 | 時間 |
| 1.                           | 「廃墟の森」         | 中村中 | 中村中     | 3:42 |
| 2.                           | 「羊の群れ」         | 中村中 | 中村中     | 4:22 |
| 3.                           | 「箱庭」             | 中村中 | 中村中     | 5:57 |
| 4.                           | 「不夜城」           | 中村中 | 中村中     | 5:03 |
| 5.                           | 「きみがすきだよ」   | 中村中 | 中村中     | 4:36 |
| 6.                           | 「蜘蛛の巣」         | 中村中 | 中村中     | 5:03 |
| 7.                           | 「裏通りの恋人たち」 | 中村中 | 中村中     | 5:02 |
| 8.                           | 「たびびと」         | 中村中 | 中村中     | 4:07 |
| 9.                           | 「雨雲」             | 中村中 | 中村中     | 6:04 |
| 10.                          | 「孤独を歩こう」     | 中村中 | 中村中     | 5:10 |
| 合計時間:                    | 合計時間:            | 49:06  |            |      |

### Disc 2 / DVD
| #         | タイトル                 | 作詞  | 作曲・編曲 | 時間  |
| --------- | ------------------------ | ----- | ---------- | ----- |
| 1.        | 「箱庭」(Music Clip)     |       |            | 5:42  |
| 2.        | 「るつぼ」(ダイジェスト) |       |            | 10:13 |
| 合計時間: | 合計時間:                | 15:55 |            |       |